# Léon-Ignace Mangin
Pour les articles homonymes, voir Mangin.
Saint Léon-Ignace Mangin (qui adopta le nom chinois de 任德芬), né le 30 juillet 1857 à Verny, en Moselle (France) et mort le 20 juillet 1900 à Zhujiahe (朱家河),  Hebei (Chine), est un prêtre missionnaire jésuite en Chine qui fut massacré au cours de la révolte des Boxers. Il est liturgiquement commémoré par l'Église catholique comme saint et martyr le 9 juillet (avec le groupe des 120 martyrs de Chine) et le 20 juillet individuellement.

## Éléments de biographie

### Premières années
Fils d'un juge de paix, Léon Mangin fait ses humanités aux collèges de Metz et d'Amiens avant d'entrer dans la Compagnie de Jésus, à Saint-Acheul, le 5 novembre 1875. Les lois Jules Ferry de 1881 le contraignent à terminer ses études de philosophie au théologat jésuite de Louvain en Belgique. Il part en Chine en 1882,.  Il est le cousin de Antoine-Nicolas Braun et de Pierre-Victor Braun fondateurs d'ordre religieux.

### Mort et martyre
Léon Mangin est envoyé en mission dans un petit village (King-Tcheou (景州)) de 400 habitants. Mais après les premières attaques des Boxers, beaucoup d'autres chrétiens se réfugient dans ce village qui va compter jusqu'à 3 000 habitants. Le Père Mangin appelle alors un ancien confrère, le Père Paul Denn, qui réside dans un village voisin (à Koutcheng). Ensemble, ils organisent la défense du village. Les Boxers attaquent en juillet 1900 mais les habitants résistent et parviennent à repousser l'attaque. Trois jours plus tard, le 20 juillet, une nouvelle attaque parvient à forcer les défenses du village,,. 
Les prêtres ont rassemblé les femmes et les enfants dans l'église et y célèbrent la messe quand les boxeurs enfoncent les portes de l'édifice. Ils proposent alors d'épargner la vie de ceux qui renonceraient à la foi chrétienne. Quelques-uns acceptent. Les autres sont massacrés. Le père Mangin est en train de donner la communion. Une paroissienne, Marie Zhou Wuzhi, tente de s'interposer pour protéger le prêtre. Elle est tuée d'un coup de fusil. Le père Mangin est tué à son tour,,.

## Vénération et souvenir
Leur procès en béatification est ouvert en Chine par Henri Lécroart, dès l'année 1928. Avec trois autres jésuites, Modeste Andlauer (1847-1900), Paul Denn (1847-1900) et Rémy Isoré (1852-1900) Léon Mangin est béatifié le 17 avril 1955 à Rome par le pape Pie XII. Cinquante-deux laïcs ou religieux chinois sont également béatifiés (âgés de 9 à 79 ans). 
Léon Mangin est canonisé en compagnie de cent-vingt martyrs de Chine, le 1er octobre 2000 à Rome, par le pape Jean-Paul II. Liturgiquement, le groupe des martyrs est commémoré le 9 juillet (fête des martyrs chinois). Le père Mangin, le père Paul Denn et la laïc Marie Zhou Wuzhi sont fêtés spécifiquement le 20 juillet,.

## Sources
- Compagnie de Jésus
- Archidiocèse de Strasbourg
- Communauté de paroisses du Rosenmeer